# Chris Butler
Chris Butler es un ciclista profesional estadounidense. Nació el 16 de febrero de 1988. Es profesional desde 2010, cuando debutó con el equipo BMC Racing Team, en el que permaneció también en 2011.Para la temporada 2012 dejó el BMC y recaló en el equipo chino Champion System Pro Cycling Team de categoría Pro Continental.

## Palmarés
2016
- 1 etapa del Tour de Hungría

## Resultados en las grandes vueltas
| Carrera         | 2010 | 2011 | 2012 | 2013 | 2014 | 2015 | 2016 | 2017 |
| --------------- | ---- | ---- | ---- | ---- | ---- | ---- | ---- | ---- |
| Giro de Italia  | -    | Ab.  | -    | -    | -    | -    | -    | -    |
| Tour de Francia | -    | -    | -    | -    | -    | -    | -    | -    |
| Vuelta a España | -    | -    | -    | -    | -    | -    | -    | -    |
| Mundial en Ruta | -    | -    | -    | -    | -    | -    | -    | -    |

-: no participa

Ab.: abandono

## Equipos
- BMC Racing Team (2010-2011)
- Champion System Pro Cycling Team (2012-2013)
- Hincapie Sportswear Development Team (2014)
- Team SmartStop (2015)
- Cycling Academy Team (2016)
- Caja Rural-Seguros RGA (2017)